# Robin Duvillard
Robin Duvillard (Grenoble, 22 dicembre 1983) è un fondista francese.

## Biografia
In Coppa del Mondo ha esordito il 6 febbraio 2004 a La Clusaz (73°).
In carriera ha preso parte a due edizioni dei Giochi olimpici invernali, Vancouver 2010 (50° nell'inseguimento) e Soči 2014 (6° nella 50 km, 3° nella staffetta), e a cinque dei Campionati mondiali, vincendo una medaglia.

## Palmarès

### Olimpiadi
- 1 medaglia:
  - 1 bronzo (staffetta a Soči 2014)

### Mondiali
- 1 medaglia:
  - 1 bronzo (staffetta a Falun 2015)

### Coppa del Mondo
- Miglior piazzamento in classifica generale: 31º nel 2016

#### Coppa del Mondo - competizioni intermedie
- 1 podio di tappa:
  - 1 secondo posto